# میوکی مائدا
میوکی مائدا (انگلیسی: Miyuki Maeda؛ زادهٔ ۱۴ اکتبر ۱۹۸۵) بدمینتون‌باز اهل ژاپن است.